# Bathurst (métro de Toronto)
Pour les articles homonymes, voir Bathurst.
Bathurst est une station de la ligne 2 Bloor-Danforth du métro de la ville de Toronto en Ontario au Canada. Elle est située au no 565 de Bloor Street, à hauteur de Bathurst Street.

## Situation sur le réseau

Plan du métro de Toronto (2023)

Établie en souterrain, la station Bathurst de la ligne 2 Bloor-Danforth, est précédée par la station Christie, en direction du terminus Kipling, et elle est suivie par la station Spadina en direction du terminus Kennedy.

## Histoire
La station Bathurst est mise en service le 25 février 1966, année de l'ouverture de la ligne Bloor-Danforth.
Durant l'année 2009-2010, la fréquentation moyenne est de 28 310 voyageurs par jour.

## Services aux voyageurs

### Desserte
Bathurst est desservie par les rames de la ligne 2 Bloor-Danforth.

### Intermodalité
Des arrêts de transports en commun sont à proximité : de la ligne 511 du tramway de Toronto, et de la ligne 7 des autobus.

## À proximité
- Koreatown,
- Honest Ed's,
- Bathurst Street Theatre,
- The Annex.